# Lil Pump (альбом)
Lil Pump — дебютный студийный альбом американского рэпера Lil Pump. Он был выпущен 6 октября 2017 года Tha Lights Global и Warner Bros. Records. В альбоме присутствуют гостевые выступления от частого соавтора Smokepurpp, наряду с Lil Yachty, Chief Keef, Gucci Mane, 2 Chainz и Рик Росс. Он также спродюсирован Bighead, Ronny J, Mr. 2-17 and CBMix и других. В поддержку альбома было выпущено 5 синглов — «Boss», «Flex Like Ouu», «Molly», «D Rose» и «Gucci Gang».
Альбом дебютировал на третьем месте в американском чарте Billboard 200 с продажей в первую неделю в 45.000 единиц, эквивалентных альбому. Он был сертифицирован золотом американской ассоциацией звукозаписывающих компаний.

## Отзывы
XXL оценил альбом как 'L' и похвалил его как «проект, который подтверждает приход его создателя и его место в качестве одного из ведущих людей в рэп-сцене SoundCloud».
Эван Ритлевски из Pitchfork дал альбому 6.9/10.

## Коммерческие показатели
Альбом дебютировал на третьем месте в американском Billboard 200 с продажей в первую неделю 45.000 единиц, эквивалентных альбому. 21 июня 2018 года альбом был сертифицирован золотом ассоциацией звукозаписывающей индустрии Америки (RIAA) за совокупные продажи эквивалентных альбому единиц более полумиллиона единиц в Соединённых Штатах.

## Список треков
По данным Tidal.
| №                   | Название                                           | Автор(ы)                                                       | Продюсер                       | Длительность |
| ------------------- | -------------------------------------------------- | -------------------------------------------------------------- | ------------------------------ | ------------ |
| 1.                  | «What U Sayin'» (при участии Smokepurpp)           | Газзи Гарсия Омар Пинейро Travis Broderick, Jr.                | FadedBlackid Trapphones        | 2:20         |
| 2.                  | «Gucci Gang»                                       | Гарсия Brendan Murray Pineiro Ronald Spence, Jr. Gerrell Nealy | Bighead Gnealz                 | 2:04         |
| 3.                  | «Smoke My Dope» (при участии Smokepurpp)           | Гарсия Pineiro Ronald Spencer, Jr.                             | Ronny J                        | 2:15         |
| 4.                  | «Crazy»                                            | Гарсия Murray                                                  | Bighead                        | 2:05         |
| 5.                  | «Back» (при участии Lil Yachty)                    | Гарсия Майлс МакКоллум Nosakhere Andrews                       | Mr. 2-17                       | 3:17         |
| 6.                  | «D Rose»                                           | Гарсия Jaeqwan Sanders                                         | Terrotuga                      | 2:15         |
| 7.                  | «At the Door»                                      | Гарсия Murray Christopher Barnett                              | Bighead CBMiX                  | 2:03         |
| 8.                  | «Youngest Flexer» (при участии Gucci Mane)         | Гарсия Murray Рэдрик Дэвис                                     | Bighead                        | 3:19         |
| 9.                  | «Foreign»                                          | Гарсия Bryan Simmons                                           | TM88                           | 1:52         |
| 10.                 | «Whitney» (при участии Chief Keef)                 | Гарсия Murray Keith Cozart James Montgomery                    | Bighead Captain Crunch         | 3:12         |
| 11.                 | «Molly»                                            | Гарсия Murray Spence, Jr.                                      | Bighead Ronny J                | 2:02         |
| 12.                 | «Iced Out» (при участии 2 Chainz)                  | Гарсия Andrews Таухид Эппс                                     | Mr. 2-17                       | 3:12         |
| 13.                 | «Boss»                                             | Гарсия Sebastian Baldeon                                       | Diablo                         | 1:46         |
| 14.                 | «Flex Like Ouu»                                    | Гарсия Miguel Curtidor Spencer Jr. Adam Feeney                 | Danny Wolf Ronny J Frank Dukes | 1:48         |
| 15.                 | «Pinky Ring» (при участии Smokepurpp и Рика Росса) | Гарсия Ray Fraser Pineiro Уильям Робертс                       | Illa da Producer               | 3:12         |
| Общая длительность: | Общая длительность:                                | Общая длительность:                                            | Общая длительность:            | 36:42        |

## Участники записи
По данным Tidal.

| Исполнители - Lil Pump — основной артист - Smokepurpp — приглашённый артист (трек 1, 3, 15) - Lil Yachty — приглашённый артист (трек 5) - Gucci Mane — приглашённый артист (трек 8) - Chief Keef — приглашённый артист (трек 10) - 2 Chainz — приглашённый артист (трек 12) - Рик Росс — приглашённый артист (трек 15) Техники - Christopher Barnett — сведение (все треки) - Josh Goldenberg — запись (трек 2) | Продюсеры - Faded Blackid — продюсер (трек 1) - Trapphones — сопродюсер (трек 1) - Bighead — продюсер (трек 2, 4, 7, 8, 10, 11) - Gnealz — продюсер (трек 2) - Ronny J — продюсер (трек 3, 11, 14) - Mr. 2-17 — продюсер (трек 5, 12) - Terrotuga -продюсер (трек 6) - CBMix — продюсер (трек 7) - TM88 — продюсер (трек 9) - Captain Crunch — сопродюсер (трек 10) - Diablo — продюсер (трек 13) - Danny Wolf — продюсер (трек 14) - Frank Dukes — сопродюсер (трек 14) - Illa da Producer — продюсер (трек 15) |

## Чарты
| Чарты (2017—2018)                      | Высшая позиция |
| -------------------------------------- | -------------- |
| Бельгия/Фландрия (Ultratop)            | 80             |
| Бельгия/Валлония (Ultratop)            | 81             |
| Канада (Canadian Albums Chart)         | 6              |
| Дания (Hitlisten)                      | 36             |
| Нидерланды (Album Top 100)             | 46             |
| Финляндия (Suomen virallinen lista)    | 10             |
| Франция (SNEP)                         | 67             |
| Италия (Classifica album)              | 19             |
| Новая Зеландия (RMNZ)                  | 33             |
| Норвегия (VG-lista)                    | 20             |
| Швеция (Sverigetopplistan)             | 20             |
| США (Billboard 200)                    | 3              |
| США (Billboard Top R&B/Hip-Hop Albums) | 2              |

| Чарты (2018)     | Позиция |
| ---------------- | ------- |
| US Billboard 200 | 104     |

## Сертификации
| Регион | Сертификация | Продажи |
| --- | ------------ | ------- |
| США (RIAA) | Золотой      | 500 000 |
| ^ Данные о тиражах приведены только на основе сертификации. · Данные о продажах + прослушиваниях приведены только на основе сертификации. |              |         |